# ARA Almirante Brown (C-1)
ARA Almirante Brown (C-1) («Адмирал Браун») — тяжёлый крейсер типа «Альмиранте Браун» ВМС Аргентины; головной корабль серии из двух кораблей. Заказан и построен в Италии.
Был назван в честь национального героя Аргентины и стал третьим аргентинским боевым кораблем с таким названием. Адмирал Уильям Браун (1777—1857 гг.), ирландец по происхождению, считается основателем военного флота страны. Девизом крейсера стала цитата Брауна: «Пойти ко дну, но не сдать штандарт».

## История службы
Аргентинский флаг был поднят на «Альмиранте Браун» 5 июля 1931 года, когда крейсер ещё находился в Италии. 27 июля «Альмиранте Браун» вместе с «Вейнтисинко де Майо» отправился в Аргентину, куда оба корабля прибыли 15 сентября 1931 года. 16 сентября «Альмиранте Браун» был официально включен в состав ВМС Аргентины и стал флагманом дивизии крейсеров. «Альмиранте Браун», как и его систершип, принимал участие во всех учениях флота, регулярно демонстрировал военно-морскую мощь страны на парадах в Буэнос-Айресе. В январе—феврале 1937 года корабль совершил поход в Тихий океан, где посетил порты Вальпараисо и Кальяо. В том же году крейсер нанёс официальный визит в Рио-де-Жанейро, доставив туда президента Аргентины Агустина Хусто.
В феврале 1938 года «Альмиранте Браун» участвовал в торжествах по случаю вступление в должность президента Аргентины Роберта Ортиса. В ноябре—декабре крейсер совершил плавание в Лиму, доставив туда министра иностранных дел страны Хосе Кантило. В августе 1939 года «Альмиранте Браун» побывал в Монтевидео, доставив туда президента Уругвая Альфредо Бальдомиро. При этом корабль по-прежнему принимал активное участие во всех учениях и манёврах флота. Во время очередных учений у Огненной Земли, крейсер стал участником самого трагического инцидента в аргентинском флоте. 3 октября 1941 года, в условиях густого тумана, «Альмиранте Браун» врезался в эсминец «Корриентес» (исп. Corrientes) типа «Буэнос-Айрес». Удар пришёлся в среднюю часть, после чего эсминец разломился и затонул. Практически сразу в корму крейсера врезался линкор «Ривадавия». «Альмиранте Браун» получил тяжёлые повреждения, но остался на плаву благодаря умелым и решительным действиям экипажа и своим ходом ушёл на базу флота Пуэрто-Бельграно. Ремонт корабля продолжался более трёх месяцев.
В октябре 1942 года «Альмиранте Браун» в составе дивизии крейсеров побывал в Чили, где участвовал в торжествах по случаю столетия со дня смерти Бернардо О’Хиггинса. В конце 1942 года корабль встал на капитальный ремонт, который продолжался более года. В действующий состав флота «Альмиранте Браун» вернулся в начале 1944 года. 27 марта 1945 года Аргентина объявила войну Германии и Японии, и в июле он безуспешно производил поиск германских подводных лодок, остававшихся в Южной Атлантике после капитуляции Германии.
В 1946 году крейсер посетил Вальпараисо, а затем участвовал в торжествах по поводу инаугурации Хуана Доминго Перона. В 1947 и 1948 годах «Альмиранте Браун» принимал участие в учениях флота у берегов Антарктиды. В 1949 году крейсер нанёс визит доброй воли в Нью-Йорк, посетив на обратном пути Тринидад. В 1951 году, в связи с покупкой в США лёгких крейсеров типа «Бруклин», «Альмиранте Браун» был переведён во 2-ю дивизию крейсеров. С 1952 года корабль вывели в резерв и он стоял в Пуэрто-Бельграно с минимальным экипажем. Несмотря на это моряки сумели вывести свой корабль в океан в ходе восстания 16 сентября 1955 года, свергнувшего диктатуру Перона.
В 1956—1957 году «Альмиранте Браун» совершал учебные плавания с кадетами на борту. После 1957 года он уже редко выходил из базы. В 1959 году его вновь вывели в резерв, а в 1960 году полностью разоружили. «Альмиранте Браун» был списан 27 июня 1961 года, а 2 марта 1962 года его продали с торгов итальянской фирме для разделки на металл. Корабль в том же году отбуксировали в Италию где он и был разобран.